# 塔里木平腹蛛
塔里木平腹蛛（学名：Gnaphosa tarimuensis）为平腹蛛科平腹蛛属的动物。在中国大陆，分布于新疆等地，多栖息于牧场石隙间。该物种的模式产地在新疆。